# Aspideretes nigricans
A fekete lágyhéjúteknős vagy Bostami teknős (Aspideretes nigricans) a hüllők (Reptilia) osztályba a teknősök (Testudines) rendjébe és a lágyhéjú teknősfélék (Trionychidae) családjába tartozó (Aspideretes) nembe sorolt vadon kihalt faj.

## Érdekességek
A fajt régen a Gangeszi lágyhéjúteknős (A. gangeticus vagy N. gangeticus) és az indiai lágyhéjúteknős (A. hurum vagy N. hurum) hibridjének tekintették.

## Előfordulása
Régen az Alsó-Brahmaputra egész területén elfordult, manapság azonban már csak három apró foltban él: Hazrat Szultán Bayazid Bastami szentélyben egy tóban a bangladesi Csittagongban. Itt a faj 150-300 példánya élhet. A kolostor őrei, a Mazarok felügyelnek rájuk, akik szentként tekintenek az állatra. Úgy hiszik, hogy a teknősök valójában azoknak a bűnözőknek a leszármazottai, akik csodás módon teknőssé váltak és a közeli tóba költöztek. Indiában Assam tartományban a Brahmaputra északi mellékfolyójában a Jia Bhoroliban is élnek teknősök. Ezen kívül még Assamban egy helyen – Guwahati templom tavában – találtak fekete lágyhéjúteknőst.

## Fordítás
- Ez a szócikk részben vagy egészben  a   Black softshell turtle című angol Wikipédia-szócikk fordításán alapul.  Az eredeti cikk szerkesztőit annak laptörténete sorolja fel. Ez a jelzés csupán a megfogalmazás eredetét és a szerzői jogokat jelzi, nem szolgál a cikkben szereplő információk forrásmegjelöléseként.